# پورسات
۱۲°۳۲′ شمالی ۱۰۳°۵۵′ شرقی / ۱۲٫۵۳۳°شمالی ۱۰۳٫۹۱۷°شرقی
پورست شهری در کشور کامبوج است که جزو تقسیمات اداری ایالت پورست محسوب می‌شود و جمعیت آن براساس سرشماری سال ۱۹۹۸ میلادی ۵۷٫۵۲۳ نفر بوده که در سال ۲۰۰۵ میلادی به ۶۸٫۳۳۲ نفر افزایش یافته‌است.